# Liga Nacional de Honduras 1965/66
In 1965/66 werd het eerste seizoen gespeeld van de Liga Nacional de Honduras, de hoogste voetbalklasse van Honduras. Dit was het eerste profseizoen, hiervoor werd er een amateurcompetitie gespeeld. Deportivo Platense werd kampioen.

## Eindstand
| Plaats | Club             | Wed. | W  | G | V  | Saldo | Ptn. |
| ------ | ---------------- | ---- | -- | - | -- | ----- | ---- |
| 1.     | Platense         | 18   | 11 | 5 | 2  | 42:23 | 27   |
| 2.     | Olimpia          | 18   | 10 | 6 | 2  | 35:14 | 26   |
| 3.     | Vida             | 18   | 8  | 6 | 4  | 24:17 | 22   |
| 4.     | Troya            | 18   | 8  | 6 | 4  | 18:14 | 22   |
| 5.     | Real España      | 18   | 9  | 3 | 6  | 29:20 | 21   |
| 6.     | Honduras         | 18   | 8  | 3 | 7  | 26:25 | 19   |
| 7.     | Marathón         | 18   | 5  | 2 | 11 | 22:35 | 12   |
| 8.     | La Salle         | 18   | 5  | 2 | 11 | 28:50 | 12   |
| 9.     | Motagua          | 18   | 3  | 4 | 11 | 14:25 | 10   |
| 10.    | Atlético Español | 18   | 2  | 5 | 11 | 11:26 | 9    |

|  | Kampioen |

### Kampioen
| Liga Naciona de Honduras de 1965/66    |
| Honduras                               |
| -------------------------------------- |
| DEPORTIVO PLATENSE Kampioen (1° titel) |

## Topschutters
| Speler            | Speler           | Goals | Club     |
| ----------------- | ---------------- | ----- | -------- |
| Vlag van Honduras | Henry Grey Fúnez | 14    | La salle |